# Roma (slagskepp)
Roma var ett italienskt slagskepp och det fjärde fartyget av Littorio-klass under andra världskriget. Fartyget namngavs efter två tidigare skepp med samma namn, och staden Rom. 
Byggandet av Roma och hennes systerskepp Impero inleddes på grund av den alltmer spända världssituationen och flottans oro för att två Vittorio Veneto-fartyg och de äldre stridsfartygen från första världskriget inte skulle vara nog för att stå emot de brittiska och franska medelhavsflottorna.
Roma byggdes vid Cantieri Riuniti dell'Adriatico i Trieste, kölsträcktes 18 september 1938, sjösattes 9 juni 1940 och levererades till italienska flottan i juni 1942. 21 augusti 1942 anlöpte hon Taranto och tillfördes då 9. divisionen. På grund av bränslebrist gick non dock sällan till sjöss ens för att bedriva stridsutbildning. I samband med ett allierat flyganfall mot La Spezia 5 juni 1943 fick hon ta emot träffar med två 908 kilos flygbomber i förskeppet. Explosionerna förstörde 30 kvadratmeter a bordläggningen under vattenlinjen och fartyget tog in 2 350 ton vatten. Natten till 24 juni fick Roma ta emot ytterligare två träffar med flygbomber, en i aktern och den andra i torn 3 i det tunga artilleriet. Reparationen genomfördes sedan i Genua från 1 juli till 13 augusti 1943. I samband med Italiens kapitulation avseglade hon med en italienska sjöstyrka 9 september för att ta sig till Malta. I Sardinienbukten anfölls sjöstyrkan av 11 tyska bombflygplan av typen Dornier Do 217 ur Kampfgeschwader 100. Roma fick två direktträffar av radiostyrda bomber FX-1400. Den första gick in vid aktra skorstenen på styrbords sida, slog igenom antitorpedskyddet och detonerade under fartygets botten och medförde omfattande vattenfyllning. Aktre maskinrummet och två pannrum slogs ut och fartyget tappade mycket fart. Den andra bomben slog igenom däcket vid det förliga 152 mm. tornet på babordssidan och detonerade i det förliga maskinrummet. Den antände även ammunitionsdurkarna till torn 2 i det tunga artilleriet vilket fick tornet att sprängas loss. Skrovet knäcktes och 16.10 slog slagskeppet runt och sjönk. 1 253 man omkom, däribland chefen för den italienska marinen amiral Carlo Bergamini. 596 besättningsmän räddades.
Under 2012 lyckades italienska dykare lokalisera slagskeppet utanför Sardinien.